# Лола Англада
Марія Долорес Англада-і-Саріера (кат. Maria Dolors Anglada i Sarriera; нар. 1896 Барселона — пом. 12 вересня 1984 Тияна) — каталонська письменниця й художниця-ілюстраторка. Відома передусім як авторка та ілюстраторка літератури для дітей.

## Життя і творчість
Л. Англада в творчому відношенні — як письменниця — належала до каталонської культурної течії навесентизму, що виникла в політичному середовищі навколо створеного Енріке Прато де ла Риба руху каталонської солідарності (Solidaritat Catalana). Уже в 13-річному віці дівчина робить малюнки для ілюстрованого журналу коміксів ¡Cu Cut!. У 17 років є її роботи для журналу En Patufet. У 1916 Л. Англада робить ілюстрації для некролога О. Уайльда. У 1918 дівчина приїжджає в Париж: тут вона працює ілюстратором для ряду французьких журналів і пише свою першу книгу, Contes del Paradís, яку разом з власними ж малюнками опублікувала в 1920 році. Під час Громадянської війни в Іспанії Л. Англад була на боці республіканців; вона бере участь у робочому русі, вступає в UGT і працює в Міністерстві пропаганди. Після закінчення війни довгий час жила на самоті, в невеликому каталонському містечку Тияна, де і померла у своєму фамільному будинку у вересні 1984 року.

## Літературні твори
- Contes del Paradís, 1920
- En Peret, 1928
- Margarida, 1929
- Monsenyor Llangardaix, 1929
- El més petit de tots, 1937
- La Barcelona dels nostres avis, 1949
- La meva casa i el meu jardí, 1958
- Martinet, 1960
- Les meves nines, 1983